# Abbaye de Fahr
L'abbaye de Fahr est une abbaye bénédictine de femmes dépendant de la commune de Würenlos et formant une enclave argovienne dans le canton de Zurich, en Suisse. Elle forme, avec l'abbaye territoriale d'Einsiedeln un monastère double.

## Géographie
Le monastère de Fahr se trouvait historiquement enclavé dans la commune d'Unterengstringen, dans la vallée de la Limmat, tout en ne faisant partie d'aucune commune. Depuis le XIXe siècle, les tâches administratives étaient assurées par la commune de Würenlos, dans laquelle les nonnes votaient. Depuis le 1er janvier 2008, le monastère a officiellement rejoint cette commune, tout en conservant son propre code postal (8109).

## Histoire
L'abbaye est mentionnée pour la première fois en 1130 sous le nom de Vare. Ses terres proviennent d'un don des barons de Regensberg qui désiraient créer un monastère bénédictin pour nonnes sur le site d'une chapelle dédiée à saint Nicolas. L'édifice fut dédié à Notre Dame et fut, dès le départ, placé sous la direction de l'abbé d'Einsiedeln qui nomme une prieure pour régler les aspects courants de la vie des nonnes. Les droits de bailliage appartinrent respectivement à la famille de Regensberg, puis à la ville de Zurich dès 1306, puis enfin, de 1434 à 1798, à la famille Meyer von Knonau. Lors de l'établissement de la réforme protestante, le monastère fut fermé pendant une courte période pour rouvrir en 1576.
Après une période faste qui dura tout au long du XVIIe siècle, l'abbaye connut de nombreux travaux d'agrandissement : création d'une auberge Zu den zwei Raben en 1678, rénovation du cloître et du clocher de 1685 à 1696, création d'un nouveau réfectoire en 1703 et d'une maison pour le chapelain en 1730, puis finalement ajout d'impressionnants décors peints au XVIIIe siècle. À l'intérieur, on observe notamment les travaux du peintre d'Allemagne du sud Franz Anton Rebsamen. À l'extérieur, les frères Torricelli, à savoir Giuseppe Antonio Maria et Giovanni Antonio, ont orné les murs de fresques illusionnistes de grandes dimensions en 1746-1747.
Lors de la dissolution de l'éphémère canton de Baden en 1803, les cantons d'Argovie et de Zurich officialisèrent l'enclave formée par l'abbaye. En 1841, le canton d'Argovie décrète la fermeture de tous les couvents situés sur son territoire ; cette décision est cependant révoquée deux ans plus tard pour les monastères féminins. Des négociations sont alors entamées entre l'abbaye d'Einsiedeln et les autorités argoviennes à propos des territoires et possessions de l'abbaye de Fahr ; ces négociations aboutirent 90 ans plus tard à la concession d'une autonomie totale donnée à la communauté monastique.
Le 1er février 1944, l'abbaye fonde une école d'agriculture réservée aux femmes, laquelle est active jusqu'en 2013 ; l'ouverture de cette école obligea des Juifs cachés dans le cloître à quitter les lieux pour une destination inconnue[réf. nécessaire].
L'abbaye est inscrite comme bien culturel d'importance nationale.

## Sources
- (en) Cet article est partiellement ou en totalité issu de l’article de Wikipédia en anglais intitulé « Fahr Abbey » (voir la liste des auteurs).
- Article Abbaye de Fahr dans le Dictionnaire historique de la Suisse en ligne.